# Zeeschelde

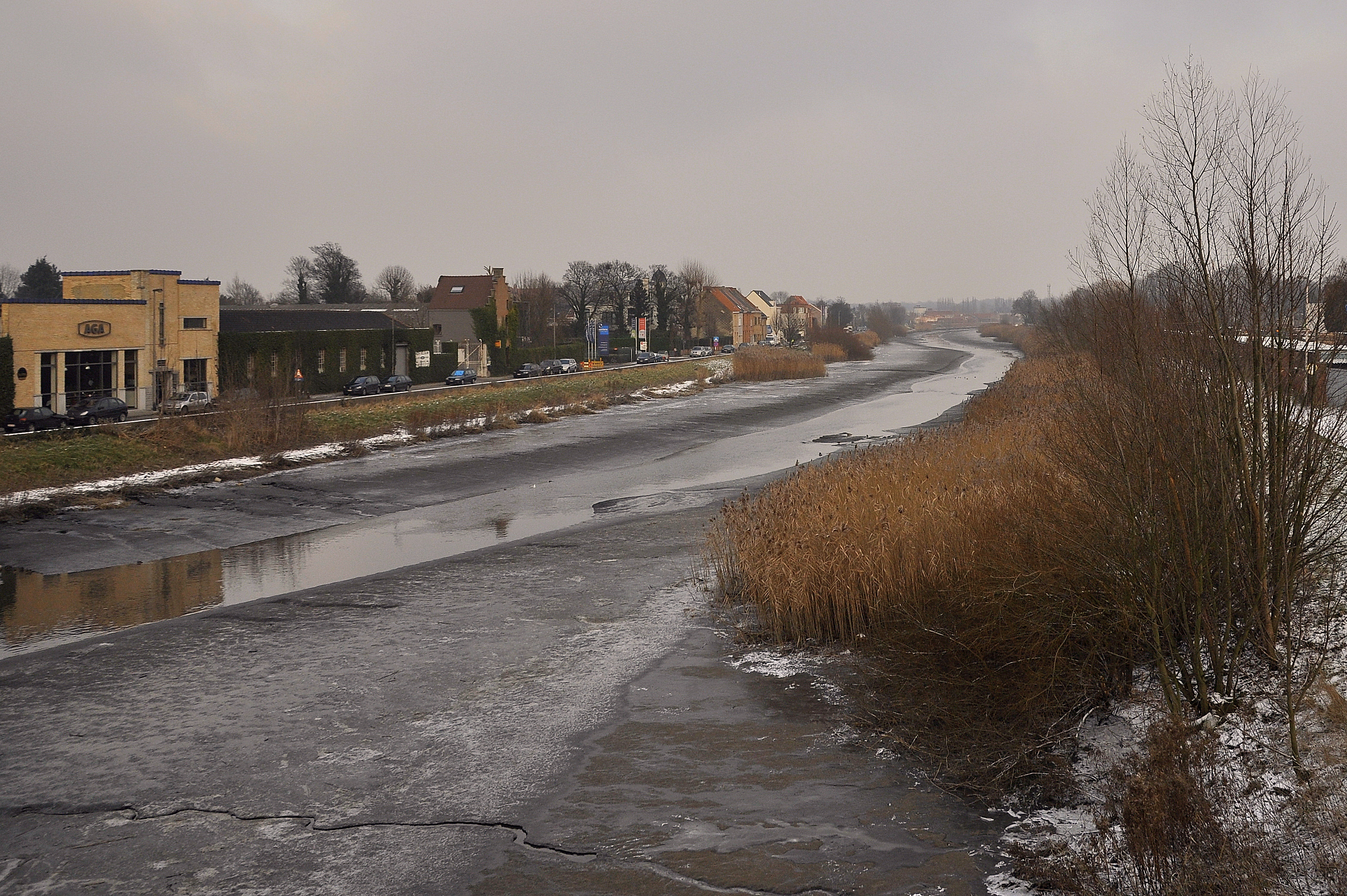
De Zeeschelde vanaf de brug in Gentbrugge (in oostelijke richting)

De Zeeschelde is een deel van de rivier de Schelde, en is ecologisch van groot belang. Er komen tal van watervogels voor en de rivier wordt gezien als kinderkamer voor zeevis. Veel jonge vissen gebruiken de Zeeschelde als rustplaats, om enkele maanden later weer naar zee te zwemmen. Delen van de rivier zijn Europees beschermd als onderdeel van Natura 2000-gebied 'Schelde en Durme-estuarium van de Nederlandse grens tot Gent' (BE2300006). Sinds 2023 werd de vallei erkend als Nationaal Park Scheldevallei.

## Situering Zeeschelde
De Zeeschelde is dit deel van de Schelde dat stroomt vanaf de sluis in Gentbrugge tot aan de Belgisch-Nederlandse grens. Daar vloeit ze over in de Westerschelde, waarmee ze het estuarium van de Schelde vormt. Op haar beurt is de Zeeschelde onder te verdelen in de Boven- en Beneden-Zeeschelde. De grens tussen die twee verschilt per publicatie. Sommige leggen de meest stroomopwaartse grens van de Beneden-Zeeschelde in Schelle, waar de Rupel uitmondt in de Schelde. Andere leggen die grens in Antwerpen. In elk geval loopt ze tot de Nederlandse grens, waar de Westerschelde begint.

## Naam
De Zeeschelde is zo genoemd omdat dit deel van de rivier onder invloed staat van de getijden van de Noordzee. Tweemaal per dag stroomt er dus een vloedgolf de rivier in. Tegelijk moet de rivier vanuit stroomopwaarts gelegen gebieden heel wat water afvoeren naar de zee. Bij een combinatie van springtij, een noordwesterstorm en zware neerslag kan dat leiden tot hoge waterstanden. Er rolt dan een extra krachtige vloedgolf de Schelde in, wat de vlotte afvoer van hemelwater verhindert en de dijken onder druk zet. Bovendien wordt het bekken van de Zeeschelde landinwaarts steeds nauwer, zodat het waterpeil gevaarlijk hoog kan oplopen. Om het risico op overstromingen te verkleinen, geeft Waterwegen en Zeekanaal NV (W&Z) de Zeeschelde en haar zijrivieren meer ruimte met het Sigmaplan.

## Dichtslibbing tussen Gentbrugge en Melle
Tussen Melle en Gentbrugge is de Zeeschelde voor een groot deel dichtgeslibd. Enerzijds ontstonden zo unieke slikken en schorren. Anderzijds belemmert de dichtslibbing een vlotte afvoer van neerslag. Het risico op overstromingen ligt dan ook zeer hoog in de gebieden langs dit deel van de rivier. Bovendien zou de dichtslibbing zonder ingrepen alleen maar toenemen, en zo ook het overstromingsrisico. In de aangeslibde zone zijn grote hoeveelheden knijten aanwezig, wat omwonenden en recreanten in het verleden heel wat hinder bezorgde.

### Sigmaproject Scheldemeander Gent-Wetteren
Om de veiligheid van de wijde omgeving te verhogen en de knijtenplaag weg te werken, wil Waterwegen en Zeekanaal baggerwerken uitvoeren tussen Gentbrugge en Melle en het Sigmaproject Scheldemeander Gent-Wetteren realiseren. Het projectgebied strekt zich uit over de Vlaamse gemeenten Gentbrugge, Sint-Amandsberg, Destelbergen, Heusden en Wetteren. Momenteel voldoet het Scheldebekken hier nog niet aan de veiligheidsnormen van het Sigmaplan.

#### Veiligheid
Ter hoogte van Heusden wil Waterwegen en Zeekanaal een nieuwe sluis aanleggen. Natuurpunt en bewonersvereniging GEzwiNT protesteren tegen die plannen. Ze vrezen dat de sluis te veel zou kosten en waardevolle natuur verloren zou gaan. Dit laatste scenario zou zich zonder ingrepen echter sowieso voordoen. De Zeeschelde zou dan verder aanslibben en uiteindelijk volledig verlanden.

#### Natuur
De getijdennatuur tussen Gentbrugge en Melle zou door de nieuwe sluis verdwijnen, maar dat verlies wordt door het Sigmaproject opgevangen in de voormalige zandwinningsput van Melle en het gecontroleerd overstromingsgebied met gecontroleerd, gereduceerd getij (GOG-GGG) Ham. Die gebieden zouden worden verbonden met de Schelde, zodat eb en vloed er zich doen voelen. Na verloop van tijd ontstaan er waardevolle slikken en schorren, waar tal van vogels en vissen goed gedijen. De nieuwe sluis in Heusden zou ook dienen als verbinding tussen de riviernatuur stroomopwaarts en de getijdennatuur stroomafwaarts van de sluis. Sommige vissoorten moeten immers migreren van het ene leefgebied naar het andere om hun levenscyclus te volbrengen.

### Stand van zaken
In de zomer van 2014 werd het milieueffectrapport (MER) voor het Sigmaproject Scheldemeander Gent-Wetteren goedgekeurd. Momenteel wordt het GRUP voor het projectgebied opgesteld.

## Externe links

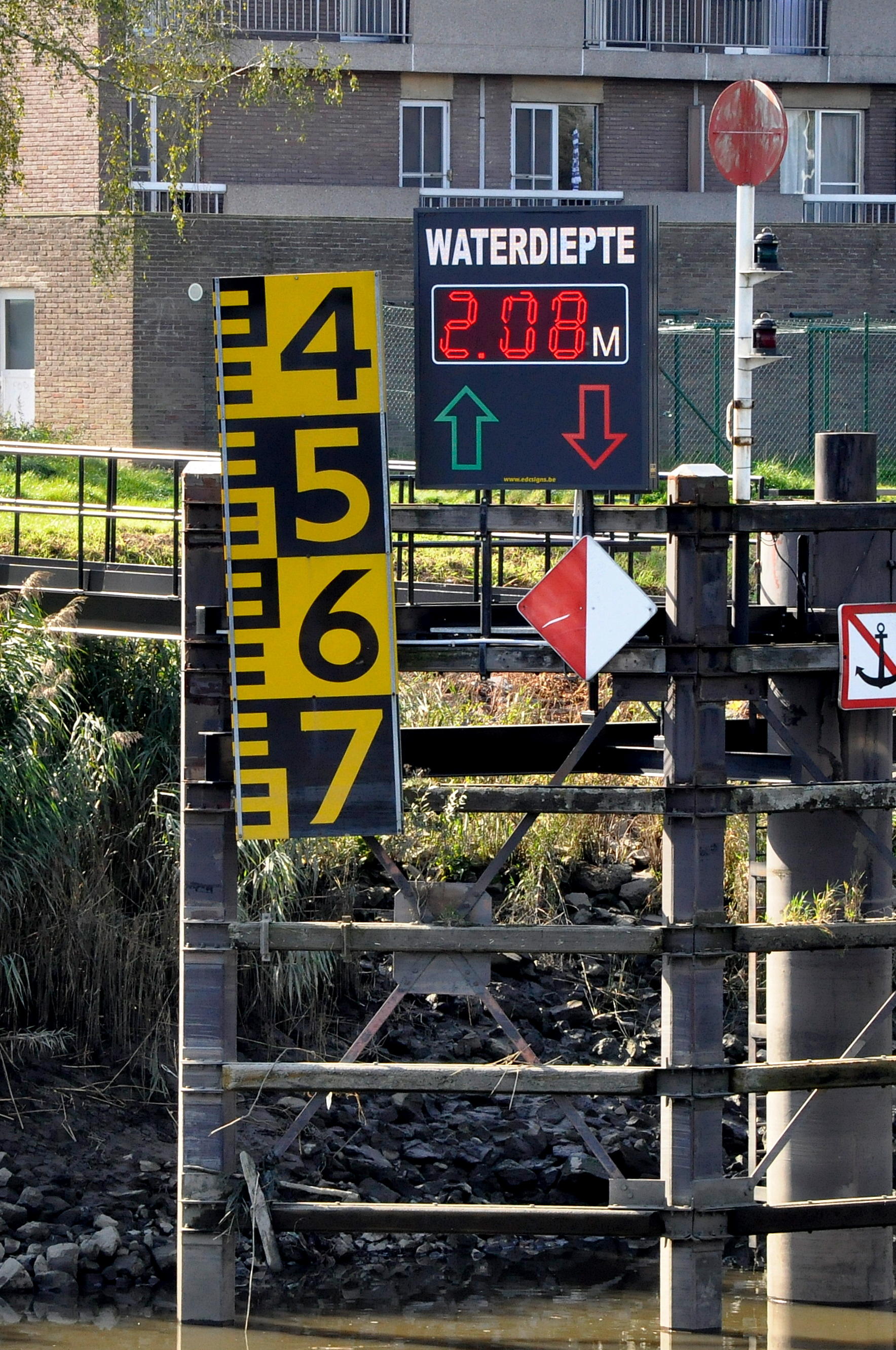
Waterdiepte 2,08 m te Melle
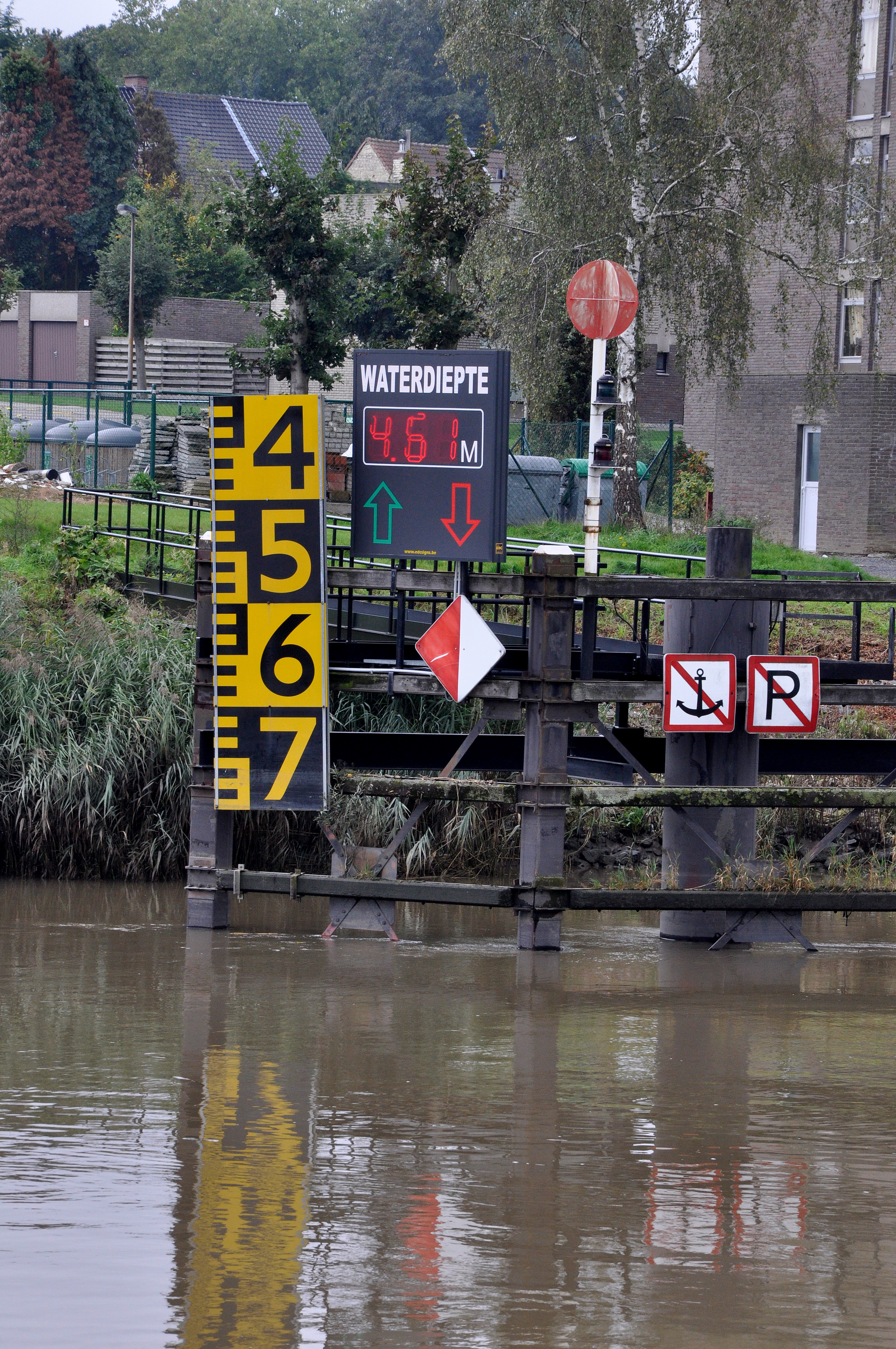
Waterdiepte 4,61 m te Melle op een ander tijdstip